# Jeong Byeong-gil
Dans ce nom coréen, le nom de famille, Jeong, précède le nom personnel.
Jeong Byeong-gil (hangeul : 정병길) est un réalisateur et scénariste sud-coréen, né le 7 août 1980 à Séoul. Il est frère du scénariste Jeong Byeong-sik.

## Filmographie

### En tant que réalisateur
- 2006 : Three Important Things for Rock'n Roll (락큰롤에 있어 중요한 세 가지)
- 2008 : Action Boys (우린 액션배우다)
- 2012 : Confession of Murder (내가 살인범이다)
- 2017 : The Villainess (악녀)
- 2022 : Carter (카터)

### En tant que scénariste
- 2008 : Action Boys (우린 액션배우다)
- 2012 : Confession of Murder (내가 살인범이다)
- 2017 : The Villainess (악녀) (avec Jeong Byeong-sik)

### En tant que producteur
- 2017 : The Villainess (악녀) (avec Jeong Byeong-sik)

### En tant qu’acteur
- 2008 : Action Boys (우린 액션배우다) de Jeong Byeong-gil : lui-même
- 2009 : Bandhobi (반두비) de Sin Dong-il : un passant

## Distinctions
Récompenses
- Baeksang Arts Awards 2013 : Meilleur scénario pour Confession of Murder
- Grand Bell Awards 2013 : Meilleur nouveau réalisateur Confession of Murder